# Brachycereus nesioticus
Brachycereus nesioticus, conocido comúnmente como cactus de lava, es una especie de planta suculenta perteneciente a la familia Cactaceae y único miembro del género monotípico Brachycereus. Es endémico de las Islas Galápagos, donde coloniza las tierras de lava.

## Descripción
Brachycereus nesioticus es una especie de cactus de aspecto columnar, de tallos múltiples, que crece en grupos formando densos cojines que alcanzan una circunferencia de hasta 2 m de diámetro.

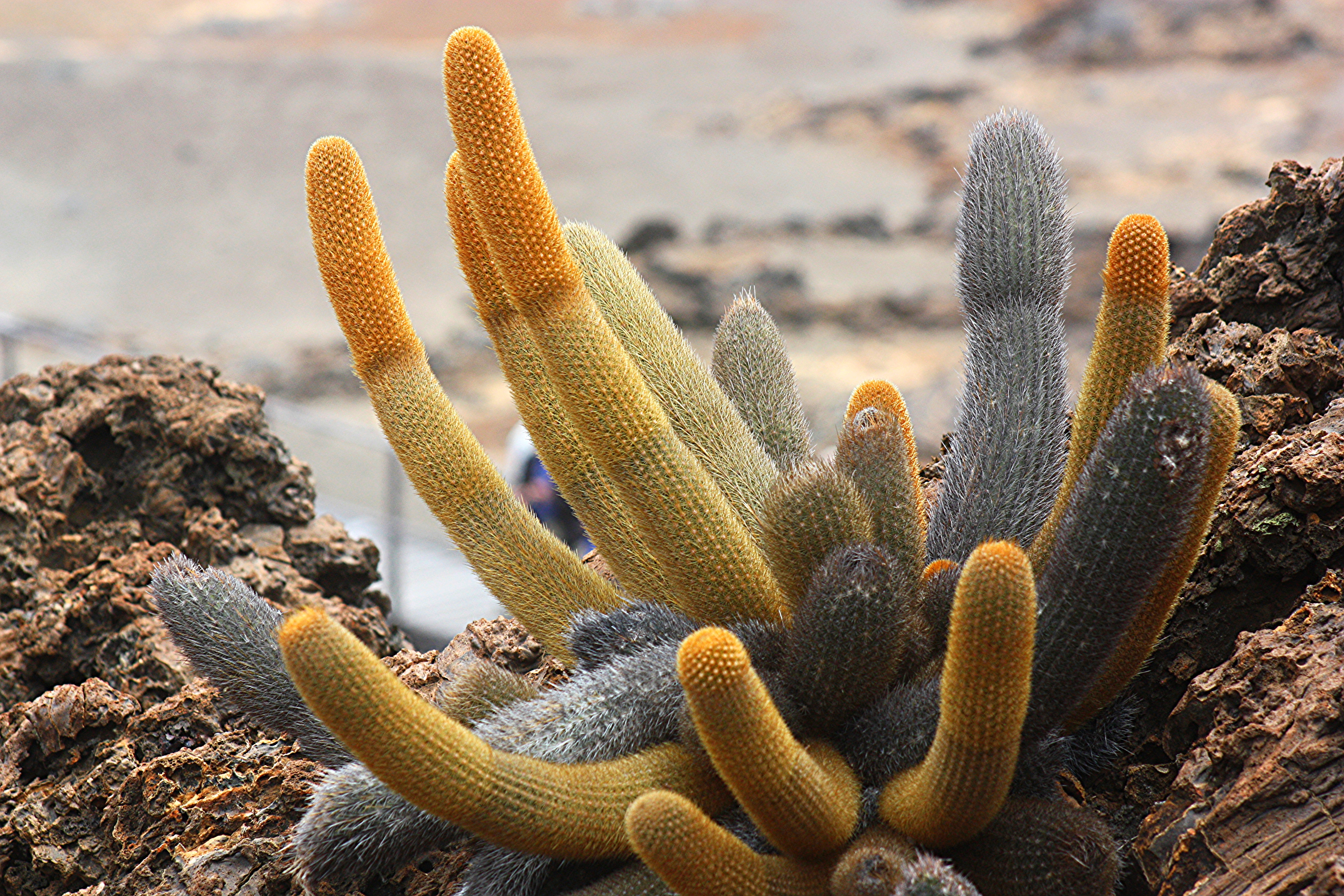
Espinas amarillentas en los nuevos tallos

Los tallos son cilíndricos, más o menos erguidos, y están densamente cubiertos de espinas. Tienen una altura de 10 a 50 cm y un diámetro de 3 a 5 cm, de color amarillo, con tonos verdes o marrones. Presentan de 16 a 22 costillas bajas, donde se sitúan las areolas, las cuales contienen cada una aproximadamente 40 espinas desiguales. Las espinas son rígidas (quizás algo flexibles), de color amarillento en las zonas de nuevo crecimiento y se tornan gris con la edad. Miden de 0,5 a 5 cm de largo.
Las flores son de color blanco cremoso, con forma de embudo estrecho y se abren durante el día. Miden de 6 a 11 cm de largo y tienen un diámetro de entre 2 y 5,5 cm, con muchas espinas en la parte inferior de la flor. 

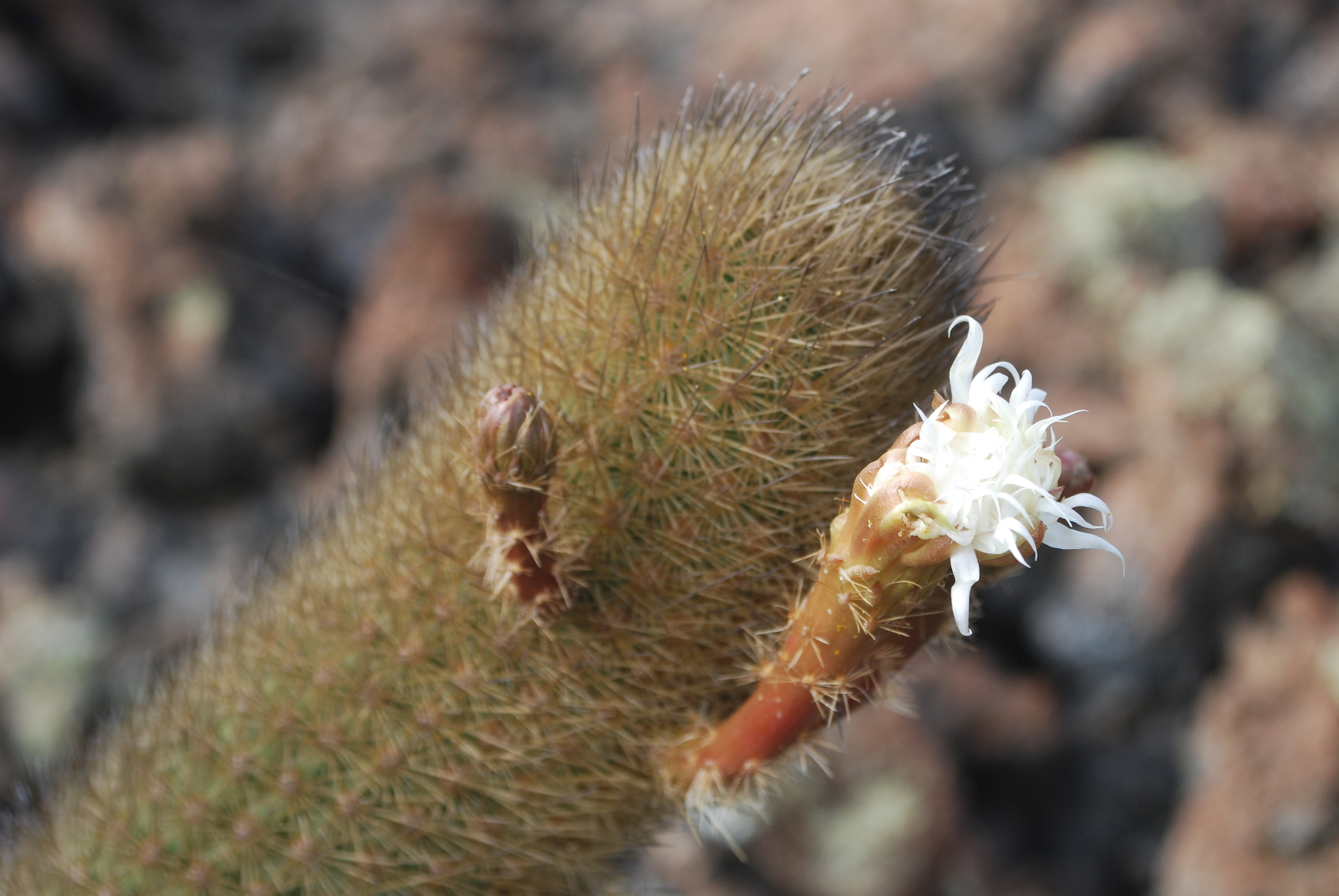
Detalle de la flor

Los frutos son de color rojo a marrón, están cubiertos de espinas amarillas y presentan restos de flor adheridos a su piel. Son carnosos y miden de 1,5 a 3,5 cm de largo y un diámetro de entre 1 y 1,4 cm. Contienen semillas de color negro pardusco, son redondas o con forma de huevo, y tienen un diámetro de 1 a 1,5 mm.

## Distribución y hábitat
El área de distribución nativa de esta especie son Islas Galápagos y crece principalmente en el bioma desértico o de matorral seco. Además crece en flujos de lava estériles, siendo una de las primeras especies en crecer en los nuevos flujos de lava que se forman.

## Taxonomía
La primera descripción de esta especie fue como Cereus nesioticus, publicada en 1903 por el botánico alemán Karl Moritz Schumann en la revista científica Proceedings of the American Academy of Arts and Sciences 38: 179.
Más tarde, el botánico alemán Curt Backeberg trasladó la especie al género Brachycereus, por lo que pasó a llamarse Brachycereus nesioticus. Registró estos cambios en la revista científica Kaktus-ABC: 176, publicada en 1936.
Etimología
- Brachycereus: nombre genérico que deriva del griego antiguo: brachy (que significa 'corto', o 'breve') y cereus, (que significa 'velas' o 'cirios'), haciendo referencia a que son cactus columnares de tallo corto.[7]
- nesioticus: epíteto específico derivado del griego antiguo: nēsios (que significa 'isla') y el sufijo -ticus (que se utiliza en latín para indicar pertenencia o relación), haciendo referencia a que esta especie se encuentra en una isla.[8]

## Estado de conservación
Brachycereus nesioticus fue clasificado como "Vulnerable (VU)" en la Lista Roja de Especies Amenazadas de la UICN del 2000, pero se degradó a "Preocupación Menor (LC)" en 2013. 
Al igual que con todas las plantas y animales de las Islas Galápagos, la recolección o perturbación del cactus de lava está estrictamente controlada por el gobierno ecuatoriano, ya que el área de distribución completa de la especie se encuentra dentro del Parque Nacional Galápagos y Patrimonio Natural de la Humanidad. Además, el comercio de la especie está controlado por el Apéndice II de la CITES.

## Usos
Se cultiva principalmente como planta ornamental y su propagación se realiza normalmente a través de injertos, ya que las semillas son difícil de conseguir y los esquejes enraízan muy mal.

## Galería

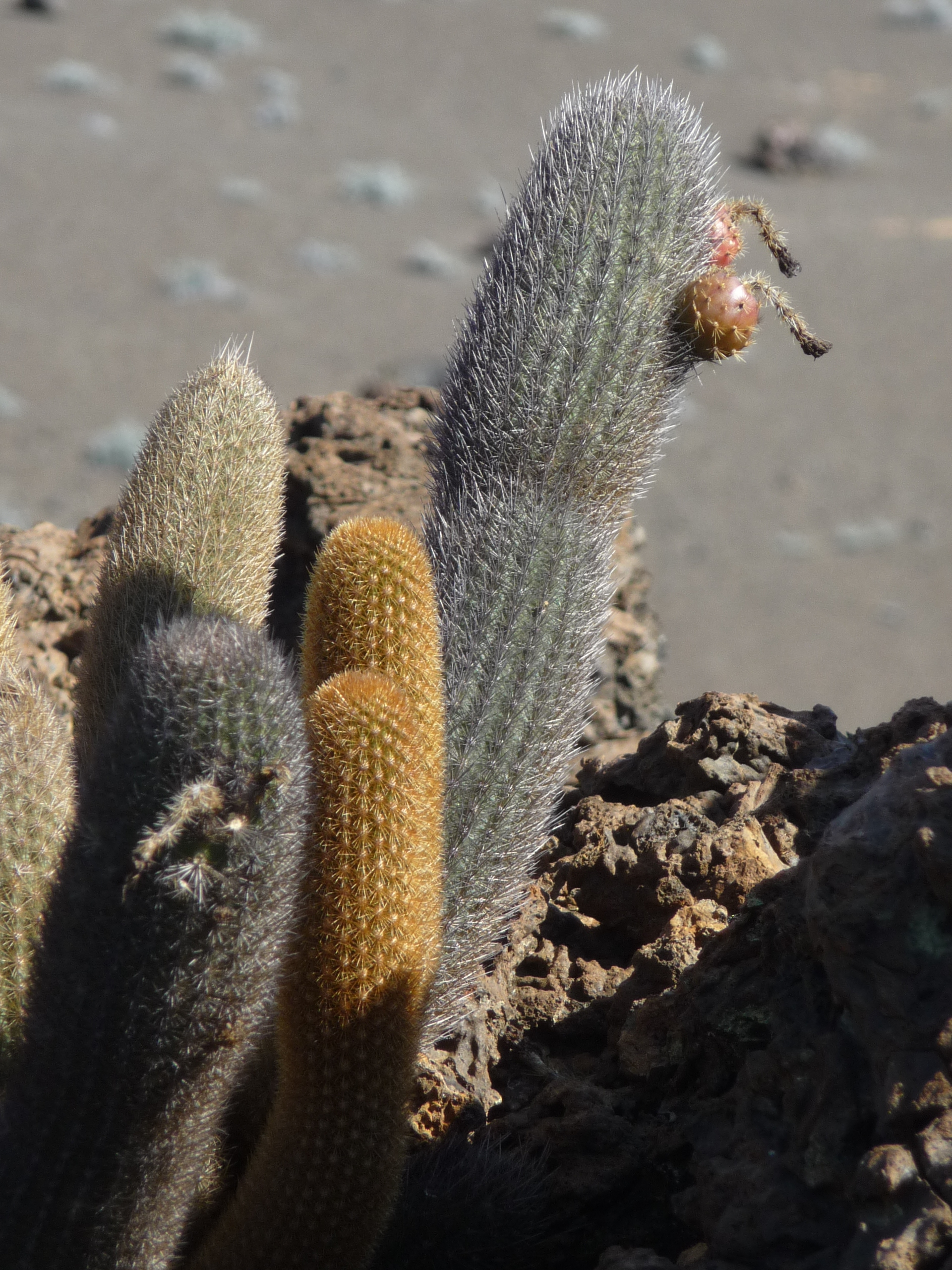
Detalle del fruto
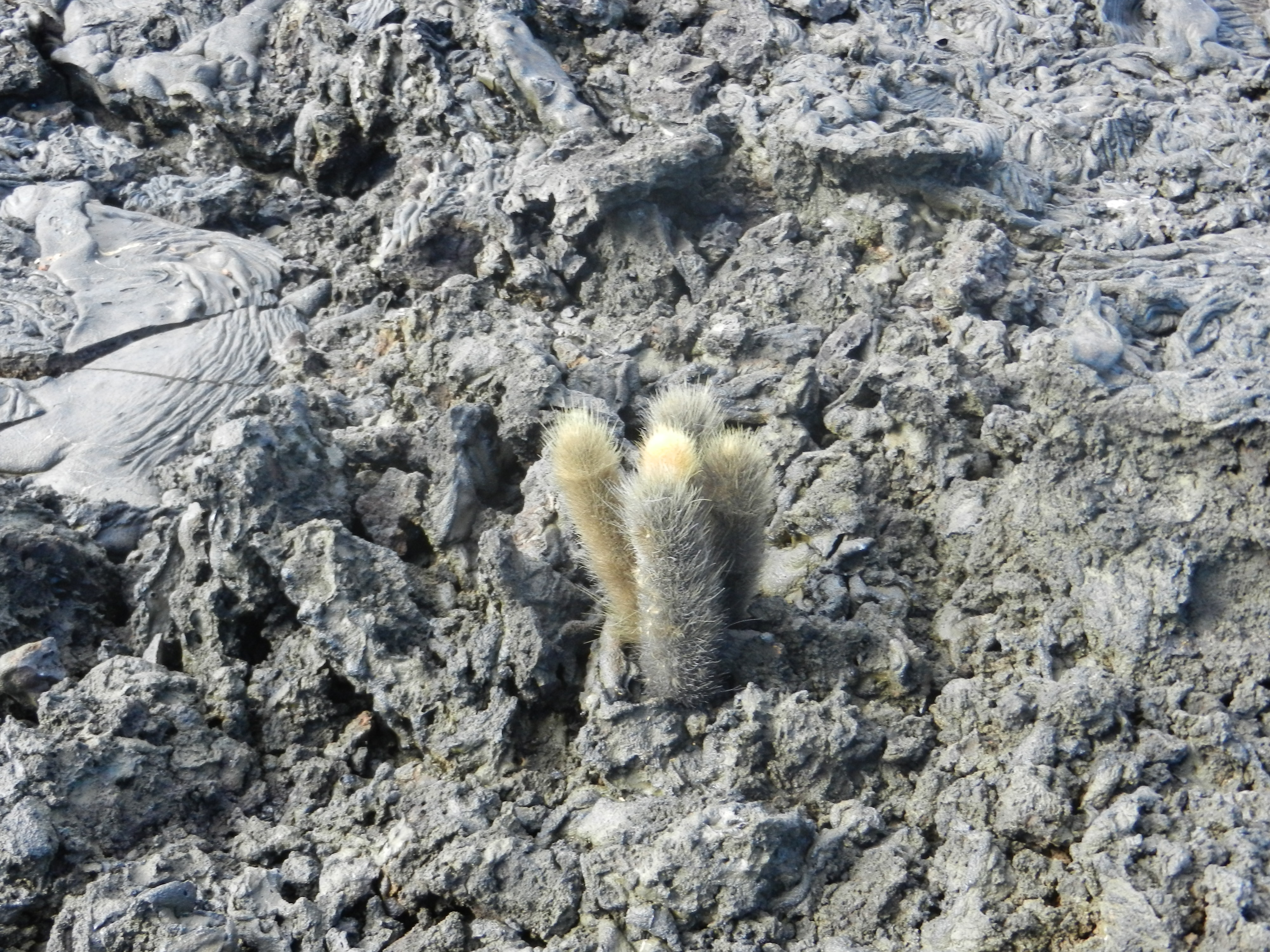
Panta colonizando lava desnuda
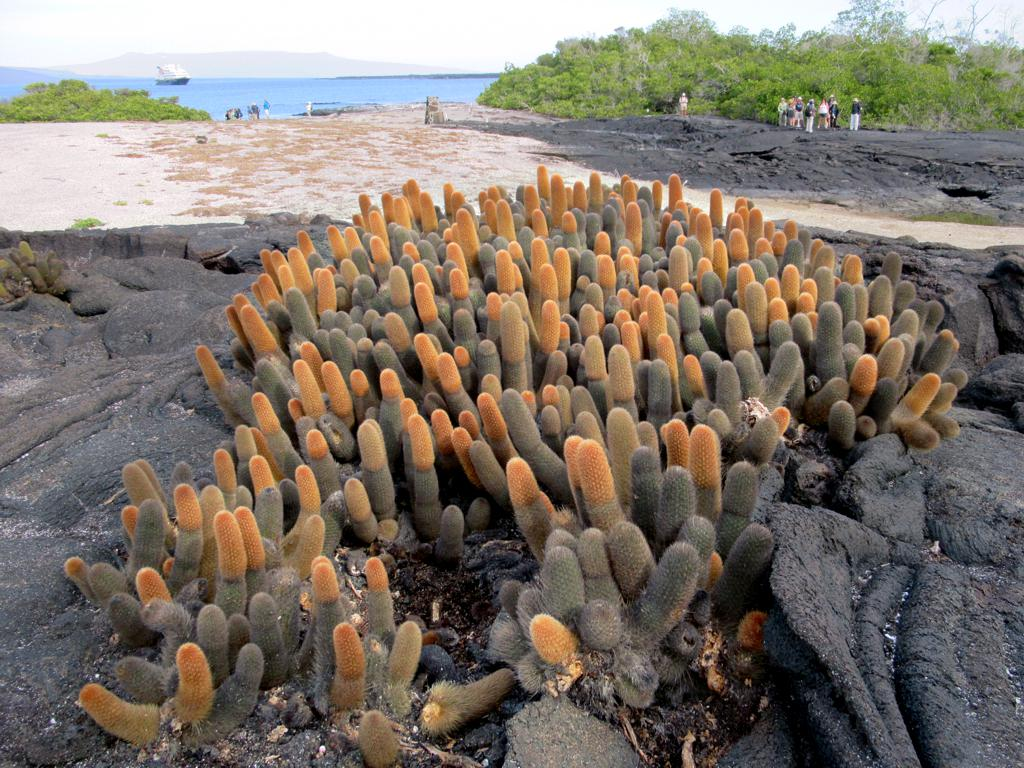
Plantas en su habitat
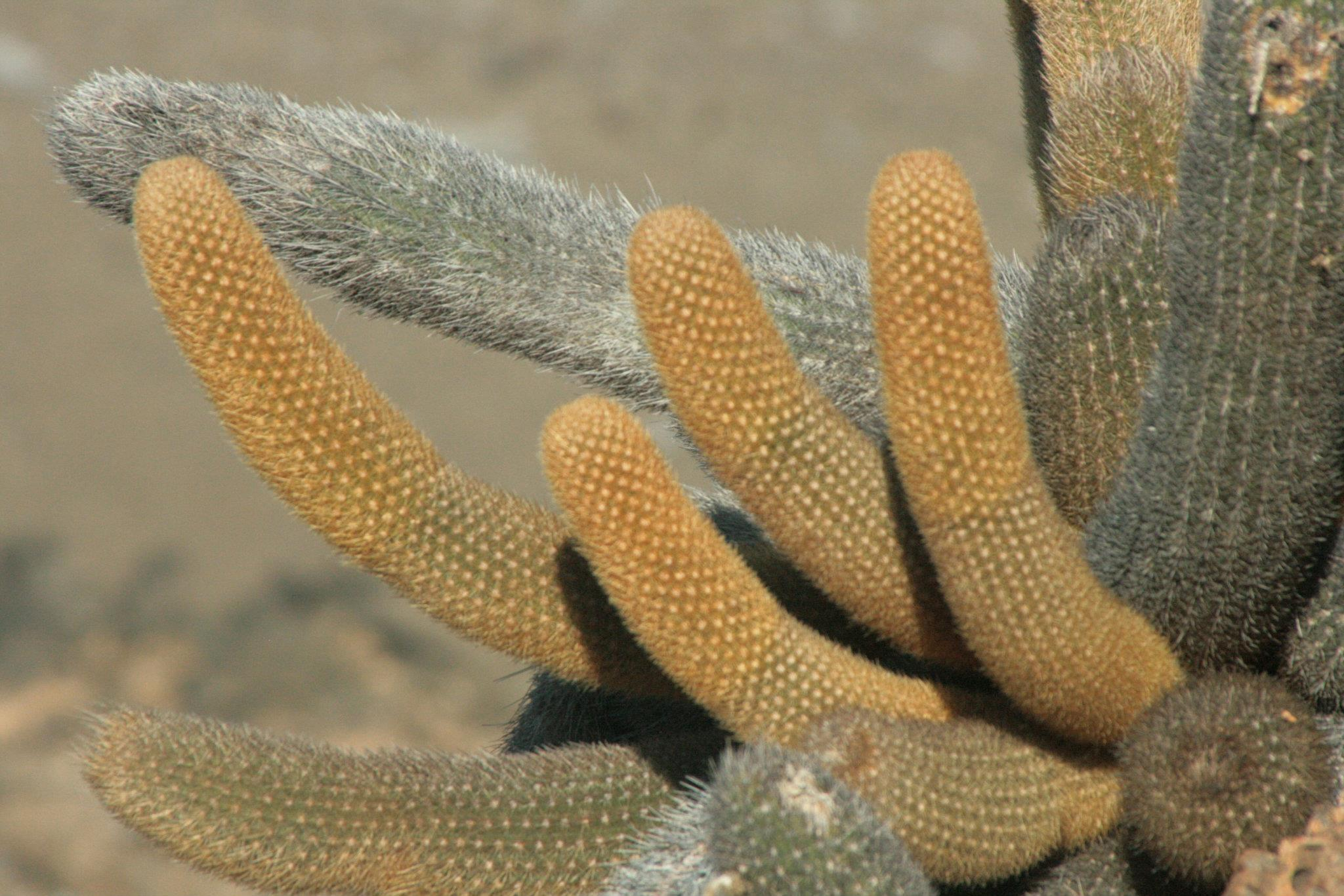
Detalle de los tallos
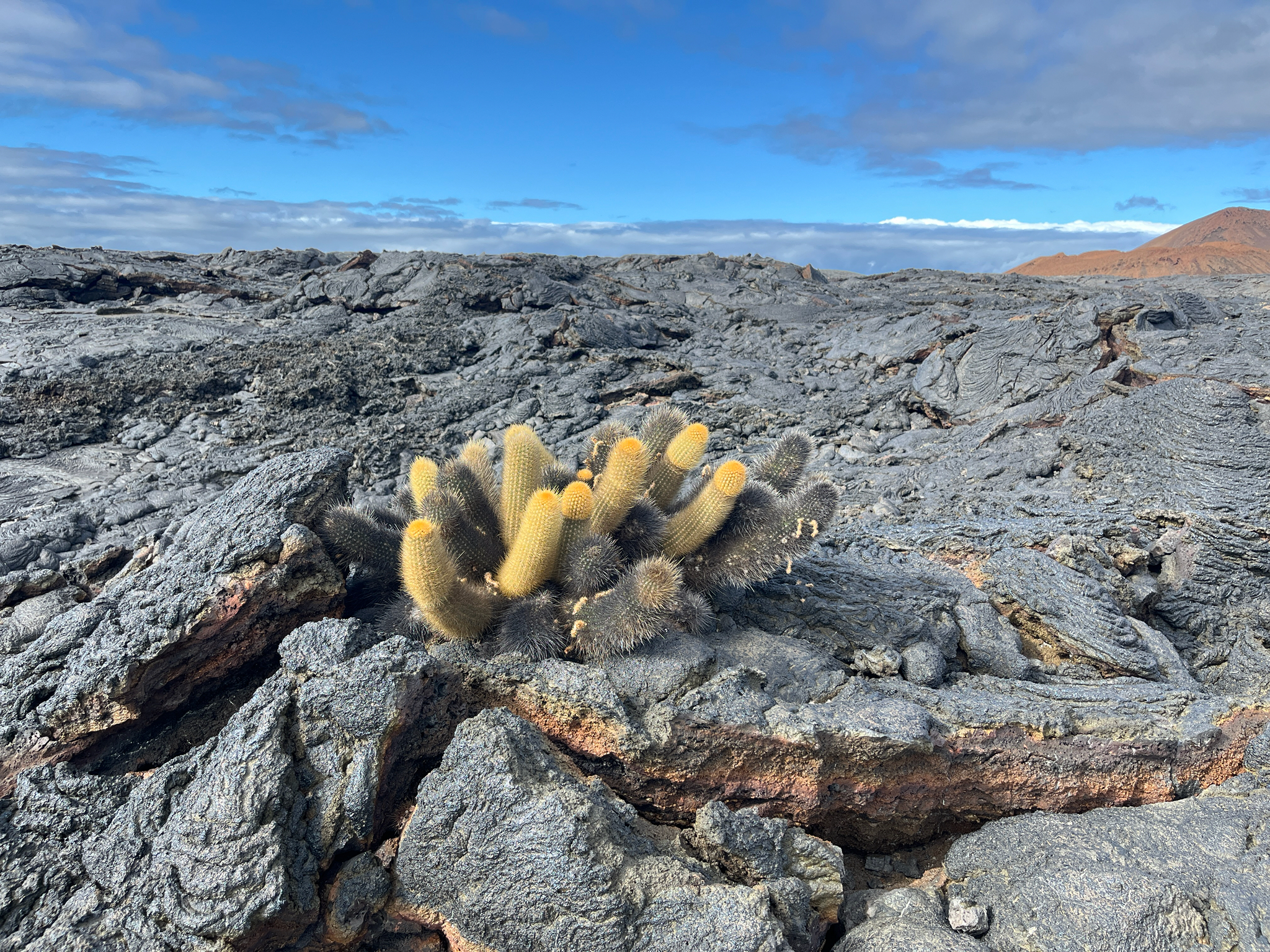
Plantas en crecimiento